# Communauté de communes Portes de Puisaye Forterre
La communauté de communes Portes de Puisaye Forterre est une ancienne communauté de communes française, des départements de la Nièvre et de l'Yonne en région Bourgogne-Franche-Comté.

## Présentation
Elle a été créée le 1er janvier 2013 à la suite de la fusion de la communauté de communes de Saint-Sauveur-en-Puisaye avec la communauté de communes Puisaye nivernaise. La commune d'Étais-la-Sauvin (issue d'une troisième communauté de communes) s'est ajoutée à l'ensemble ainsi formé. Son nom fait référence aux régions de la Puisaye et de la Forterre.
Le nouvel ensemble représentait environ 9 350 habitants, début janvier 2013.
Elle est dissoute le 31 décembre 2016 pour former la communauté de communes de Puisaye-Forterre par fusion avec deux autres communautés de communes.

## Composition
Elle est composée des communes suivantes :
| Nom                         | Code Insee | Gentilé          | Superficie (km2) | Population (dernière pop. légale) | Densité (hab./km2) |
| --------------------------- | ---------- | ---------------- | ---------------- | --------------------------------- | ------------------ |
| Moutiers-en-Puisaye (siège) | 89273      |                  | 31,42            | 284 (2014)                        | 9                  |
| Arquian                     | 58012      | Arquinois        | 33,56            | 595 (2014)                        | 18                 |
| Bitry                       | 58033      | Bitryats         | 17,47            | 316 (2014)                        | 18                 |
| Bouhy                       | 58036      | Bouhytats        | 36,37            | 442 (2014)                        | 12                 |
| Dampierre-sous-Bouhy        | 58094      | Dampierrois      | 26,90            | 465 (2014)                        | 17                 |
| Étais-la-Sauvin             | 89158      | Étaisiens        | 44,79            | 652 (2014)                        | 15                 |
| Fontenoy                    | 89179      | Putifontains     | 15,90            | 299 (2014)                        | 19                 |
| Lainsecq                    | 89216      | Lainsecquois     | 25,00            | 340 (2014)                        | 14                 |
| Levis                       | 89222      | Lévisois         | 12,08            | 236 (2014)                        | 20                 |
| Sainpuits                   | 89331      | Sanépuisiens     | 22,84            | 315 (2014)                        | 14                 |
| Saint-Amand-en-Puisaye      | 58227      | Amandinois       | 41,51            | 1 306 (2014)                      | 31                 |
| Sainte-Colombe-sur-Loing    | 89340      |                  | 14,76            | 201 (2014)                        | 14                 |
| Saints-en-Puisaye           | 89367      | Saintons         | 27,71            | 592 (2014)                        | 21                 |
| Saint-Sauveur-en-Puisaye    | 89368      | San-Salvatoriens | 30,89            | 906 (2014)                        | 29                 |
| Saint-Vérain                | 58270      | Saint-Vérinois   | 24,69            | 344 (2014)                        | 14                 |
| Sougères-en-Puisaye         | 89400      | Sougérois        | 26,50            | 327 (2014)                        | 12                 |
| Thury                       | 89416      | Thurycois        | 23,22            | 444 (2014)                        | 19                 |
| Treigny                     | 89420      | Treignycois      | 52,70            | 879 (2014)                        | 17                 |

## Politique et administration

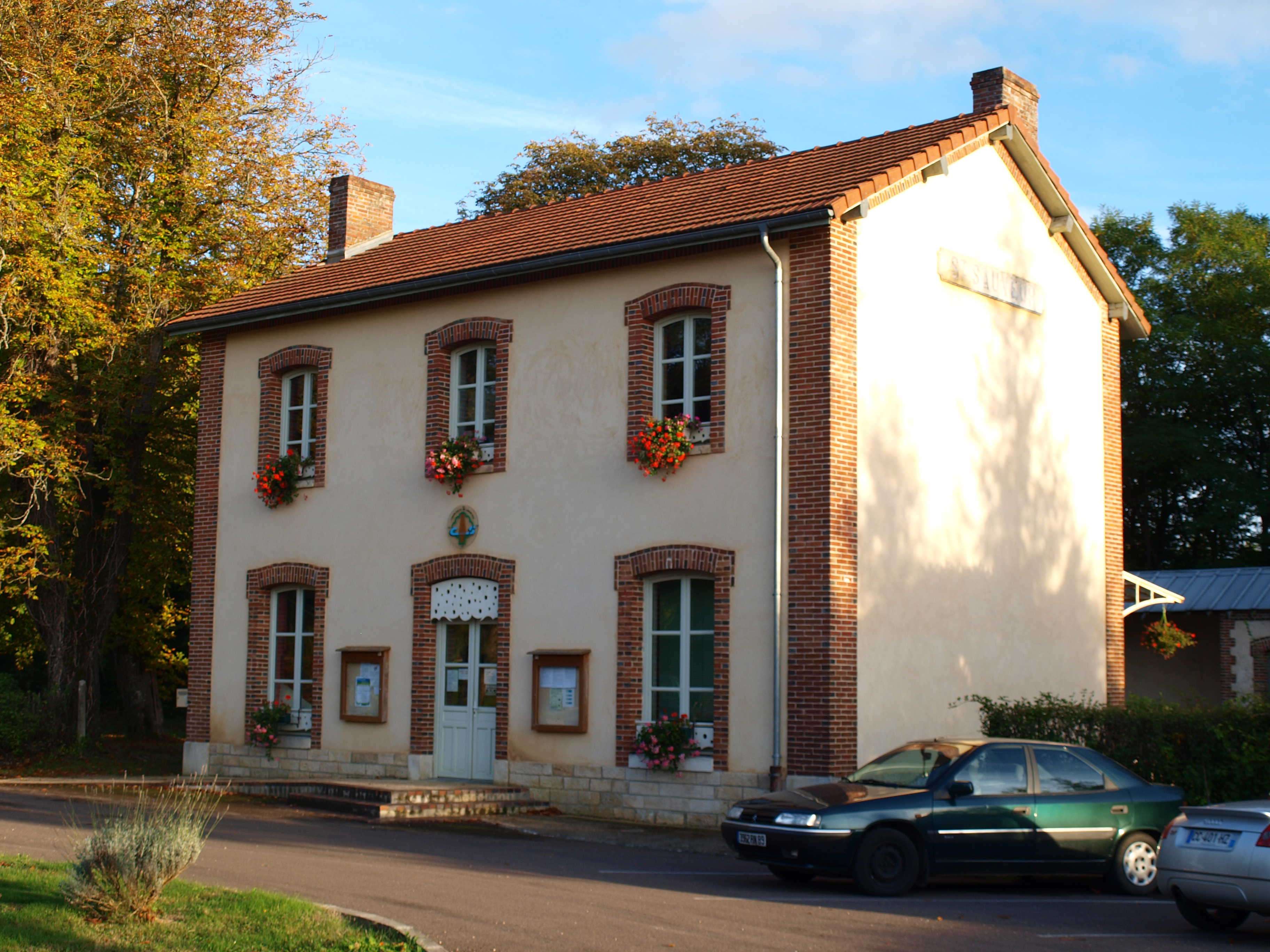
Le siège de la communauté de communes : l'ancienne gare de Saint-Sauveur-en-Puisaye dont le bâtiment est sur le territoire de Moutiers-en-Puisaye.

Le siège de la communauté de communes est situé à Moutiers-en-Puisaye à proximité immédiate de Saint-Sauveur-en-Puisaye, dans l'ancienne gare de Saint-Sauveur-en-Puisaye. Précédemment et jusqu'à fin 2012, le bâtiment accueillait le siège de la communauté de communes de Saint-Sauveur-en-Puisaye.

### Conseil communautaire
La communauté de communes est administrée par un conseil communautaire composé de 31 délégués issus des communes membres, selon la répartition suivante :
| Nombre de délégués | Communes |
| ------------------ | --- |
| 2                  | Arquian, Bouhy, Dampierre-sous-Bouhy, Étais-la-Sauvin, Lainsecq, Sainpuits, Saint-Amand-en-Puisaye, Saint-Sauveur-en-Puisaye, Saint-Vérain, Saints-en-Puisaye, Sougères-en-Puisaye, Thury, Treigny-Perreuse |
| 1                  | Bitry, Fontenoy, Levis, Moutiers-en-Puisaye, Sainte-Colombe-sur-Loing |

Avant les élections municipales de 2014, ils étaient 44 répartis comme suit :
| Nombre de délégués | Communes |
| ------------------ | --- |
| 3                  | Arquian, Bitry, Bouhy, Dampierre-sous-Bouhy, Saint-Amand-en-Puisaye, Saint-Sauveur-en-Puisaye, Saint-Vérain, Treigny-Perreuse                       |
| 2                  | Étais-la-Sauvin, Fontenoy, Lainsecq, Levis, Moutiers-en-Puisaye, Sainpuits, Sainte-Colombe-sur-Loing, Saints-en-Puisaye, Sougères-en-Puisaye, Thury |

### Présidence
Son premier président est Michel Garraud. Il est désigné le 10 janvier 2013, lors de la première réunion du conseil communautaire. À la suite des échéances électorales de mars 2014, Pascale de Mauraige, élue le 22 avril 2014, lui succède.
| Période | Période | Identité            | Étiquette | Qualité                                                                    |
| ------- | ------- | ------------------- | --------- | -------------------------------------------------------------------------- |
| 2013    | 2014    | Michel Garraud      |           | Ancien président de la communauté de communes de Saint-Sauveur-en-Puisaye. |
| 2014    | 2016    | Pascale de Mauraige | DvD       | Maire d'Arquian. Conseillère générale (canton de Saint-Amand-en-Puisaye).  |